# Alien 8
Alien 8 è un videogioco d'avventura dinamica sviluppato e pubblicato nel 1985 dalla software house inglese Ultimate Play the Game per gli home computer ZX Spectrum, BBC Micro, Amstrad CPC e MSX. Venne pensato come seguito spirituale di Knight Lore, dal quale adotta la medesima grafica isometrica (lodata dalla critica e protetta da copyright da Ultimate come motore di gioco Filmation), sfruttata per creare strutture composte da immagini impilate senza sovrapposizione visiva. Il giocatore veste i panni di un robot, Alien 8, il cui lavoro è quello di assicurarsi che i passeggeri criogenizzati a bordo di un'astronave rimangano sani e salvi per tutto il viaggio.
Come altre opere della casa di sviluppo, anche Alien 8 venne programmato da Chris Stamper e la sua veste grafica venne curata dal fratello Tim. Il gioco venne acclamato dalla critica al momento dell'uscita. I recensori ne elogiarono la grafica e l'innovazione del gameplay; tuttavia, venne criticato per essere molto simile a Knight Lore.

## Trama
Su un pianeta morente in una lontana galassia, l'ultimo superstite delle creature conosciute come i "guardiani" ha conservato tutte le loro biblioteche, registri e conoscenze su un'unica nave stellare insieme ai membri della sua razza conservati criogenicamente. Un singolo robot, Alien 8, ha il compito di mantenere in vita gli occupanti della nave per tutta la durata del viaggio.
La nave viene lanciata verso un nuovo sistema solare e Alien 8 svolge il suo compito per migliaia di anni durante il viaggio. Tuttavia, mentre la nave si avvicina alla sua destinazione, viene attaccata e abbordata da alieni ostili. I sistemi criogenici di supporto vitale vengono danneggiati durante l'attacco e Alien 8 deve riportarli operativi prima che i sistemi di spinta automatici della nave li spediscano nell'orbita planetaria.

## Modalità di gioco
Il gioco è presentato in formato isometrico e ambientato a bordo di un'astronave. Assumendo il ruolo del robot, Alien 8, il giocatore deve esplorare la grande astronave per assicurarsi che i sistemi criogenici di supporto vitale che preservano l'equipaggio biologico siano riattivati. Il cuore di questo sistema è una serie di circuiti di forma geometrica. Tuttavia, i circuiti sono stati rimossi dagli alieni invasori e distribuiti intorno all'astronave. L'obiettivo principale del gioco è raccogliere i circuiti corretti e riportarli nelle rispettive posizioni prima che l'astronave raggiunga la sua destinazione. I circuiti sono variamente conformati come cubi, piramidi, cupole o cilindri.
Come con il suo predecessore spirituale, l'ambiente del gioco assume la forma di una serie di stanze isometriche a schermo mobile (che tracciano il contorno di una grande astronave). Ci sono un totale di 129 stanze e la maggior parte è piena di vari oggetti, come piattaforme mobili, ostacoli, come per esempio punte, e alieni ostili. Oltre a eseguire manovre e salti tempestivi, il giocatore è in grado di utilizzare gli arredi dell'astronave per bloccarsi o difendersi. Un'altra caratteristica è l'uso di droni telecomandati, che possono essere diretti da Alien 8 in aree inaccessibili o pericolose.

## Sviluppo
Lo sviluppo di Alien 8 è iniziato subito dopo l'uscita di Knight Lore, in cui i fratelli Stamper prevedevano che gli editori avrebbero tentato di copiare la tecnologia Filmation di Knight Lore in altri giochi. Come con il suo predecessore, i fratelli Stamper svilupparono il gioco in bianco e nero per evitare sovrapposizioni visive e colour clash, poiché era una limitazione di elaborazione comune nei primi sistemi a 8 bit. Tuttavia, la versione Amstrad mostrava esclusivamente due colori.
Nel 2019 è stato reso disponibile un port non ufficiale per Commodore 64.

## Accoglienza
| Testata                  | Versione    | Giudizio |
| ------------------------ | ----------- | -------- |
| Amstrad Action           | Amstrad CPC | 96%      |
| Amtix!                   | Amstrad CPC | 92%      |
| Computer and Video Games | ZX Spectrum | 9/10     |
| Computer Gamer           | ZX Spectrum | 4/5      |
| Crash                    | ZX Spectrum | 95%      |
| Home Computing Weekly    | ZX Spectrum | 5/5      |
| Sinclair Programs        | ZX Spectrum | 93/100   |
| Sinclair User            | ZX Spectrum | 9/10     |
| Your Computer            | ZX Spectrum | 4/5      |

Il gioco è stato tendenzialmente acclamato dalla critica. Un recensore di Crash ne ha elogiato la grafica e la presentazione, affermando che sono "eccellenti" e più "fantasiose e piacevoli" rispetto al suo predecessore, nonostante le notevoli somiglianze. Anche Amstrad Action, recensendo la versione per Armstrad, ha apprezzato la grafica, definendola "sorprendente", "brillante" e con "grandi" combinazioni di colori. Un recensore di Amtix! ha affermato che le immagini risultavano "straordinariamente sbalorditive" e migliorate rispetto al predecessore. David Kelly di Popular Computing Weekly ha affermato che il gioco è stato una "piccola" delusione a causa delle sue somiglianze con Knight Lore, tuttavia ha affermato che la grafica era di qualità superiore. Chris Bourne di Sinclair User ha asserito che la qualità generale della grafica era "superiore", sebbene utilizzasse un sistema identico.
Crash ha lodato le nuove aggiunte al gioco, in particolare il limite di tempo e i vari oggetti da collezionare, definendo le nuove funzionalità "avvincenti ed entusiasmanti". Un recensore di Amstrad Action ha elogiato allo stesso modo la sua innovazione, affermando che ha idee "meravigliosamente" originali, nonostante criticasse le somiglianze con Knight Lore. Kelly ha elogiato gli enigmi extra del gioco e l'animazione dei nemici, definendoli "geniali". Allo stesso modo Bourne ha elogiato l'animazione 3D, affermando che ogni estensione del gioco fosse stata migliorata rispetto a Knight Lore.